# Scorpaenopsis crenulata
Scorpaenopsis crenulata är en fiskart som beskrevs av Hiroyuki Motomura och Causse 2011. Scorpaenopsis crenulata ingår i släktet Scorpaenopsis och familjen Scorpaenidae. Inga underarter finns listade i Catalogue of Life.